# 10 до н. е.

## Події
- Консули — Африкан Фабій Максим та Юл Антоній.
- Друз будує дерев'яний міст над Наге, поруч з містом Бінген в Рейнгессені.
- Похід Друза на Хаттен.
- Приєднання Паннонії до Риму.
- Римляни заснували військовий табір в Шпаєрі.

## Народились
- Ірод Агріппа I — цар Юдеї, син Ірода Великого.
- Клавдій — римський імператор з династії Юліїв-Клавдіїв.
- Доміція Лепіда Молодша — матір Мессаліни.
- Децим Валерій Азіатік — політичний та військовий діяч ранньої Римської імперії.